# Phú Sơn, huyện Tân Phú
Phú Sơn là một xã thuộc huyện Tân Phú, tỉnh Đồng Nai, Việt Nam.

## Địa lý
Xã Phú Sơn có diện tích 29,83 km², dân số năm 2022 là 21.282 người, mật độ dân số đạt 713 người/km².

## Hành chính
Xã Phú Sơn được chia thành 9 ấp: Phú Lâm 1, Phú Lâm 3, Phú Lâm 4, Phú Lâm 5, Phú Lợi, Phú Ngọc, Phú Thạch, Phú Thắng, Phú Yên.

## Lịch sử
Diện tích xã ngày nay bao gồm xã Phú Sơn vẫn còn tồn tại và xã Phú Trung nay đã được sáp nhập.
Trước năm 2016, xã Phú Sơn được chia thành 6 ấp: Phú Lâm 1, Phú Lâm 2, Phú Lâm 3, Phú Lâm 4, Phú Lâm 5, Phú Lâm 6; xã Phú Trung được chia thành 5 ấp: Phú Lợi, Phú Ngọc, Phú Thạch, Phú Thắng, Phú Yên.
Ngày 11 tháng 8 năm 2017, Uỷ ban Nhân dân tỉnh Đồng Nai ban hành Quyết định 2817/QĐ-UBND, trong đó, tại xã Phú Sơn:
- Thành lập ấp Phú Lâm 1 trên cơ sở ấp Phú Lâm 1 và một phần ấp Phú Lâm 2.
- Thành lập ấp Phú Lâm 3 trên cơ sở ấp Phú Lâm 3 và một phần ấp Phú Lâm 2, ấp Phú Lâm 4 và ấp Phú Lâm 6.
- Thành lập ấp Phú Lâm 4 trên cơ sở một phần ấp Phú Lâm 4 và ấp Phú Lâm 6.
- Thành lập ấp Phú Lâm 5 trên cơ sở một phần diện tích, dân số ấp Phú Lâm 4, ấp Phú Lâm 5 và một phần diện tích ấp Phú Lâm 6.

Từ đó, xã Phú Sơn được chia thành 4 ấp: Phú Lâm 1, Phú Lâm 3, Phú Lâm 4, Phú Lâm 5.
Đối với xã Phú Trung, sáp nhập ấp Phú Ngọc vào ấp Phú Thạch; từ đó, xã Phú Trung được chia thành 5 ấp: Phú Lợi, Phú Ngọc, Phú Thạch, Phú Thắng, Phú Yên.
Ngày 28 tháng 9 năm 2024, Ủy ban Thường vụ Quốc hội ban hành Nghị quyết số 1194/NQ-UBTVQH15 về việc sắp xếp đơn vị hành chính cấp xã của tỉnh Đồng Nai giai đoạn 2023 – 2025 (nghị quyết có hiệu lực từ ngày 1 tháng 11 năm 2024). Theo đó, sáp nhập toàn bộ 15,48 km² diện tích tự nhiên và quy mô dân số là 9.610 người của xã Phú Trung vào xã Phú Sơn.
Xã Phú Sơn có 29,83 km² diện tích tự nhiên và quy mô dân số là 21.282 người.